# Alyssum murale
Alyssum murale é o nome científico de uma planta herbácea, perene, da família das Brassicaceae. O nome murale, em latim, faz referência a paredes e muros - pelo que se depreende que esta planta pode utilizá-los como habitat - de facto, é uma planta bastante resistente à secura, preferindo locais rochosos, facilmente drenáveis e com boa exposição solar. É nativa da região a sul dos Alpes. Pode atingir de 30 cm a um metro. Tem flores pequenas e amarelas, reunidas em corimbos nas extremidades dos caules, e é apreciada por alguns jardineiros pela pouca necessidade de manutenção. Propaga-se muito facilmente por semente.
Esta espécie é um aplanta hiperacumuladora de níquel, tendo potencial para uso em fitorremediação, sendo limitada apenas pelo seu lento crescimento.

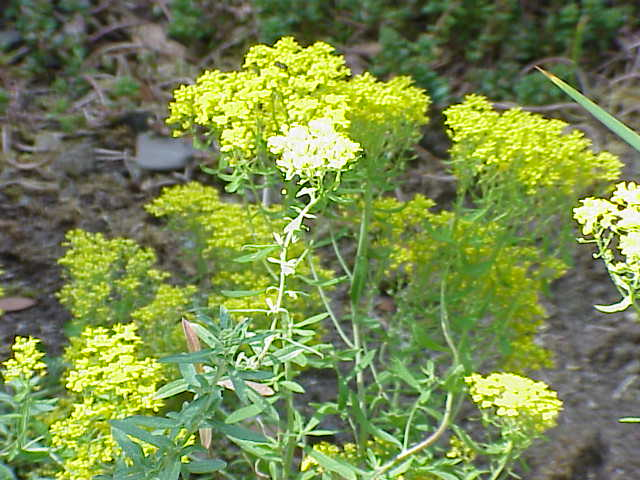
Visão geral.

- Commons
- Wikispecies